# Біфштекс

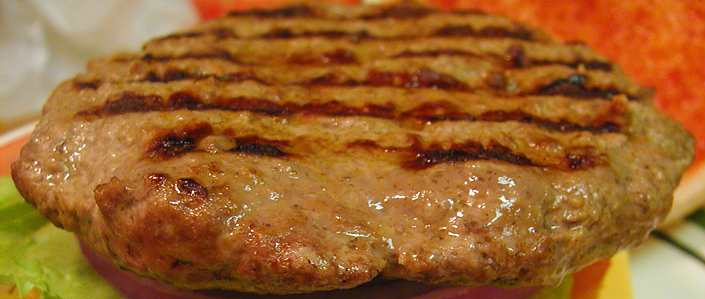
Рубаний біфштекс, приготований на грилі.

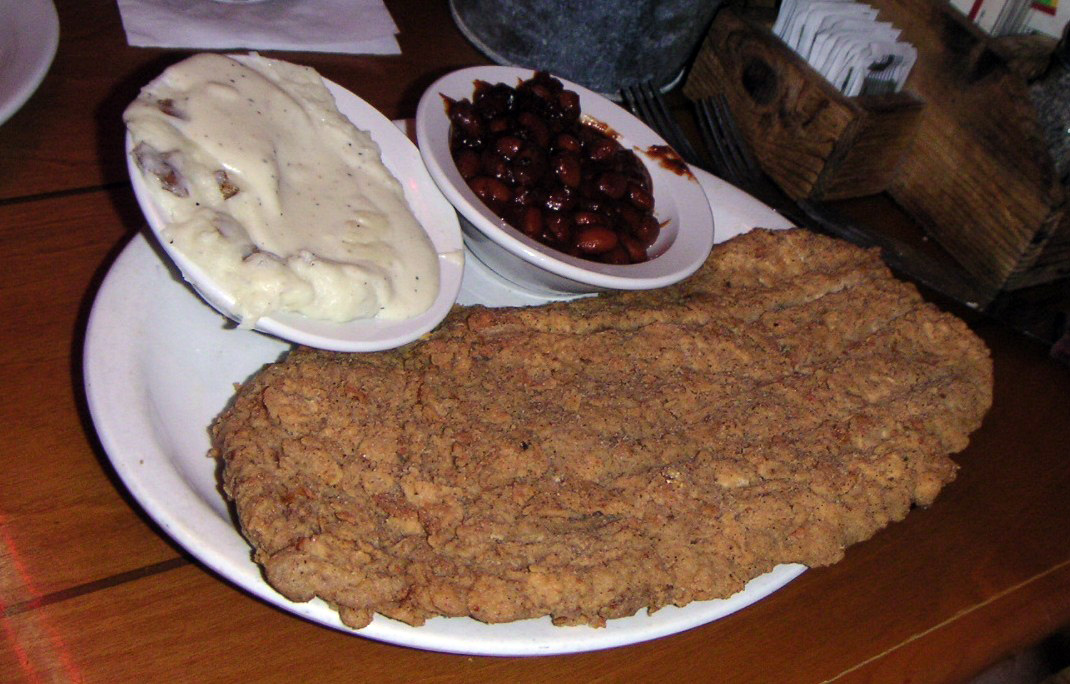
Смажений у фритюрі біфштекс з відбитого м'яса в клярі.

Біфште́кс (від англ. beef «яловичина» і англ. steaks — «шматки») — страва зі смаженої яловичини, нарізаної і засмаженої порційними шматками. Українською кухнею запозичений ще на початку XX століття, спочатку був відомий під назвою товканець.
Спочатку біфштекс являв собою один з видів стейка, стейк з головної частини вирізки (стейк-філе). Натуральний біфштекс іноді готують з яйцем. Часто зустрічається такий вид біфштекса як рубаний (найчастіше пропущений через м'ясорубку), який є прототипом котлети. Біфштекси також класифікують на просмажені та «з кров'ю». У Британії традиційно його подають з йоркширським пудингом, а в США як частину гамбургера.
У США біфштекс часто готують на грилі і нерідко з цілого шматка яловичини (див. барбекю), а грильований біфштекс з рубленого м'яса називають солсберійським або гамбурзьким, смажений в клярі — стейк, смажений «по-курячому» або стейк, смажений по-селянському.

## Види
Готовність біфштексів характеризується ступенями просмаження. За ступенем просмаження у європейській кухні розрізняють такі види біфштексів:
- «З кров'ю» (rare) — непросмажене м'ясо з червоним м'ясним соком (200 °С, 2–3 хвилини)
- Непросмажений (medium rare) — м'ясо з соком яскраво вираженого рожевого кольору (190–200 °С, 4–5 хвилин)
- Середній (medium) — м'ясо з рожевим соком (180 °С, 6–7 хвилин)
- Майже просмажений (medium well) — м'ясо з прозорим соком (180 °С, 8–9 хвилин)
- Просмажений (well done) — повністю просмажене м'ясо, майже без соку (180 °С , 8–9 хвилин + доготування в пароконвектоматі)